# Gaibéus
Gaibéus é o primeiro romance de Alves Redol e inaugura, em 1939, no neo-realismo em Portugal. Gaibéus são camponeses da província portuguesa do Norte do Ribatejo ou da Beira Baixa que vão trabalhar nas lezírias durante a ceifa do arroz. Em 1938, o autor tinha já publicado o estudo etnográfico "Glória, uma aldeia do Ribatejo".
Retrata "um povo resignado que luta afincadamente durante o tempo quente, antes da chegada do Inverno, em condições extremas para fazer render os poucos cobres que lhes pagam por tamanha dureza. Por um lado o trabalho árduo de sol a sol, as doenças (malária), a fadiga e a teimosia em cada vez se fazer o trabalho mais rápido para mais rendimento obter, a sede, a fome, a pobreza extrema. Por outro lado, o modo como preenchiam as escassas horas de lazer, os sonhos de uma vida melhor, os projectos sem logro, o vinho para alegrar os espíritos. As mulheres ainda sofrem de outro tipo de exploração, sendo sujeitas aos caprichos do senhor das terras que as escolhe para os seus prazeres carnais."
A obra marca o estilo inaugural de Redol, autor marxista-leninista que procura através das palavras denunciar as desigualdades sociais e a exploração do homem pelo homem.

## Personagens
- Ti Maria do Rosário - trabalhadora idosa infectada com febre amarela que não quer deixar o trabalho mesmo doente.
- Agostinho Serra - dono do arrozal e dos ceifeiros.
- Ceifeiro rebelde
- Rosa
- Ceifeira doente